# Mosstrollspindel
Mosstrollspindel (Diplocentria rectangulata) är en spindelart som först beskrevs av James Henry Emerton 1915.  Mosstrollspindel ingår i släktet Diplocentria och familjen täckvävarspindlar. Arten är reproducerande i Sverige. Inga underarter finns listade i Catalogue of Life.